# Villa Angela Airport
Villa Angela Airport är en flygplats i Argentina.   Den ligger i provinsen Chaco, i den norra delen av landet, 800 km norr om huvudstaden Buenos Aires. Villa Angela Airport ligger 78 meter över havet.
Terrängen runt Villa Angela Airport är mycket platt. Närmaste större samhälle är Villa Ángela, 3,9 km nordväst om Villa Angela Airport.
Omgivningarna runt Villa Angela Airport är huvudsakligen savann. Runt Villa Angela Airport är det glesbefolkat, med 15 invånare per kvadratkilometer.